# Hrobice (Zlíni járás)
Hrobice település Csehországban, a Zlíni járásban. Hrobice Březová, Kašava, Ostrata és Trnava településekkel határos. Lakosainak száma 464 fő (2024. január 1.).

## Népesség
A település lakosságának változását az alábbi diagram mutatja:
| Lakosok száma | 394  | 445  | 422  | 515  | 475  | 478  | 467  | 465  | 464  | 464  |
|               | 1869 | 1900 | 1921 | 1961 | 1980 | 2006 | 2016 | 2019 | 2021 | 2024 |